# 미야 루리카
미야 루리카(일본어: 美弥 るりか 9월 12일 ~ ）는 다카라즈카 가극단・츠키구미에 소속된 남역스타다.
이바라키현 후루카와 시출신. 사쿠라가오카 중학교・고등학교출신. 신장 168 cm. 애칭은 「루리카」, 「미야짱」. 혈액형은 O형..
취미는 「미술 감상」 「카페에서 느긋하게 있는 것」 「쇼핑」. 좋아하는 색은 「보라」「검정」「쇼킹 핑크」. 좋아하는 음식은 일식」「카페오레」. 좋아하는 꽃은 「장미」「작약」. 연기 해 보고 싶은 역할은 「로스트 앤젤」의 메피스토텔레스（유기천사）. 좋아하는 말은 「천엽만홍」. 쿠레나이5멤버. 애묘이름은 아비시니안인 루셰.

## 생애
- 2001년, 다카라즈카 음악학교입학
- 2003년, 89기생으로 다카라즈카 가극단 입단[3]. 입단시의 성적은 4등. 츠키구미 공연 『꽃의 다카라즈카 풍토기』 『시뇨르・돈・팡』으로 초무대. 그 후, 호시구미에 배속된다.
- 2005년7월, 동기의 나루카 마린과 함께 TAKARAZUKA SKY STAGE・제 4기 스카이 페어리를 담당한다.[4]
- 2008년, 바우홀 공연 『ANNA KARENINA(안나 카레니나)』에 출연. 입단 6년째에 이작품이 터닝포인트가 되었다. 예과생 시전에 초연되어 (아사미 히카루 주연), 본 작품에 빠져 휴일에는 매번 DVD를 감상하였다. 「이걸로도 안된다면 졸업하는 것도 생각하자」라고 각오한 오디션에서 당당히 지망했던 카레이닌 역을 손에 넣는다. 배역 발표 당시에는 연습실에서 보이지 않게 울었다.
- 2009년, 『태왕사신기 ver.II』의 수지니 역으로 처음으로 여역을 연기했다.
- 2010년, 『합스부르크의 보검』으로 신인공연 첫 주연.[5][6].
  - 같은 해, TV 아사히와의 콜라보리이션으로 발매된 「le sac des TAKARASIENNES(르 사크 데 다카라젠느)」의 프로듀스 멤버로 선출되었다.
  - 같은 해, 바우홀 공연 『마천루 광시곡(뉴욕 랩소디)』로 준 주역을 동기인 이치조 아즈사와 역할바꿈으로 연기했다.
  - 같은 해, 「POND'S×다카라즈카 가극 『아름다움은 보물』 캠페인」의 광고 캐릭터로 동기인 노조미 후토, 아스미 리오, 렌조 마코토, 나기나 루미와 함께 선택되었다.[7]
- 2011년 8월, 하카타좌 공연 『노바 보사 노바』 『만남은 또 다시』를 건강문제로 일부 휴연(8월 20일〜8월 23일). 9월에 복귀하여 스즈미 시오 디너쇼 『0〜Love〜』에 출연.
- 2012년 4월 1일부로 츠키구미로 조 이동.
- 2013년, 우메다 예술극장 공연 『ME AND MY GIRL』에서 동기의 나기나 루미와 역할바꿈으로 잭키 역과 제랄드 역을 연기하였다.
- 2014년 1월, 바우홀 공연 『New Wave! －月(달)－』에서 메인 캐스트를 담당.
  - 같은 해 7월, 일본청년관 드라마시티 공연 『THE KINGDOM』으로 나기나 루미와 더블 주연.
- 2016년, 쿠레나이 유즈루 디너쇼 『STELLA ROSSA　〜프리덤 하게 랜덤하게〜』에 특별출연(다카라즈카호텔 공연에서는 영상출연만).
  - 같은 해, 2015년도 다카라즈카 가극단 년도상 〈노력상〉을 수상.
- 2017년, 『그랜드호텔』에서, 초연 당시 톱스타 스즈카제 마요가 연기한 오토 역에 발탁. 2번수 데뷔를 이룬다.す[8]
  - 같은 해 4월, 『유리색의 시간』(드라마시티, 아카사카 ACT 시어터공연)으로 첫 단독 주연.